# Taraxacum promontoriorum
Taraxacum promontoriorum là một loài thực vật có hoa trong họ Cúc. Loài này được Dshanaëva miêu tả khoa học đầu tiên năm 1967.